# Kestrosaurus
Kestrosaurus is een geslacht van uitgestorven temnospondyle Batrachomorpha (basale 'amfibieën'). Het leefde in het Vroeg-Trias (Olenekien, ongeveer 250 - 248 miljoen jaar geleden) en zijn fossiele overblijfselen zijn gevonden in Zuid-Afrika.

## Naamgeving
Kestrosaurus werd voor het eerst beschreven door Sidney H. Haughton in 1925, op basis van een zeer onvolledige schedel gevonden in de Oranje Vrijstaat (Zuid-Afrika), in het Vroeg-Trias. De typesoort is Kestrosaurus dreyeri. De geslachtsnaam is afgeleid van Grieks kestron, 'hamer'. De soortaanduiding eert Thomas Frederik Dreyer.
Het holotype is SAM-PK-3452, een fragmentarische schedel.
In 2004 werd door Sjisjkin een tweede soort benoemd: Kestrosaurus kitchingi. De soortaanduiding eert James William Kitching. Het holotype is BP/1/5359, een schedel zonder snuitpunt.

## Beschrijving
Kestrosaurus, net als alle basale tetrapoden ('capitosauriërs'), bezat een grote, langwerpige en afgeplatte schedel. Kestrosaurus werd gekenmerkt door puntige, naar binnen gebogen tabulaire hoorns. De eindkam van het schedeldak was kort en bijna recht. De supraoccipitale stekel was erg lang en afgeplat. Er was geen beenaad tussen pterygoïden en exoccipitalia. De interpterigoïde holten waren niet conisch in het achterste deel; er was een enkele voorste palatale holte.
Het gebied van de onderkaak achter het kaakgewricht had een groot plat bovenvlak dat plotseling achteraan eindigde en begrensd werd door een sterke gewrichtskam. De achterste rand van de adductorfossa was van bovenaf gezien wigvormig. Het achterste Meckeliaanse foramen was klein en eivormig.

## Fylogenie
Tot voor kort werd het beschouwd als een taxonomisch raadsel, omdat het basale capitosauride craniale model werd gecombineerd met een aantal trematosauride of mastodonsauride kenmerken, zoals gepaarde voorste palatinale holten en ronde neusgaten. Het geslacht is het onderwerp geweest van twee beschrijvingen (Haughton, 1925; Chernin, 1978), die beide deze specifieke combinatie van kenmerken benadrukken. Hoewel sommige studies Haughton (1925) hebben gevolgd bij het plaatsen van Kestrosaurus in de Capitosauridae (Romer, 1947; Carroll en Winer, 1977; Chernin, 1978), zijn veel geleerden sceptisch over deze toeschrijving (Welles en Cosgriff, 1965) en hebben ze de voorkeur gegeven om Kestrosaurus in evolutionaire lijnen met gepaarde voorste palatinale holten, zoals Benthosuchidae, Mastodonsauridae en Heylerosauridae (Ochev 1966, Milner, 1990) te plaatsen. Andere studies (Damiani, 2001) vonden het materiaal van het type-exemplaar daarentegen te ontoereikend voor een diagnose op een bepaald niveau.
Meer recentelijk toonde een herbeschrijving van het materiaal (Shishkin et alii, 2004) aan dat Kestrosaurus een typische capitosauride was, nauw verwant aan het hedendaagse Europese geslacht Parotosuchus, gebaseerd op schedelmorfologie. Een nieuwe reconstructie van het holotype Kestrosaurus heeft ook gesuggereerd dat Capitosaurus haughtoni, gevonden in hetzelfde deel van de Cynognathus-faunazone, een synoniem is voor Kestrosaurus, evenals Wetlugasaurus magnus. Studie van nieuw materiaal van capitosauriden uit de lagere Cynognathus-faunazone heeft aangetoond dat Kestrosaurus de meest voorkomende 'amfibie' is in deze subzone. Naast de typesoort, maakte de studie van 2008 de erkenning mogelijk van de andere soort Kestrosaurus kitchingi, die zich van de typesoort onderscheidde door de afwezigheid van een interfrontaal bot.